# Raška (država)
Raška je bila srednjovjekovna država Srba i sinonim je za ranu Srbiju. Prvi puta se spominje u bizantskim zapisima, a njen prvotni položaj odgovara današnjoj jugozapadnoj Srbiji te dijelovima današnje BiH, Hrvatske, Crne Gore, Kosova i Sjeverne Makedonije.

## Vanjske poveznice
- Raška u Enciklopediji LZMK
- Raška u Enciklopediji proleksis